# I Will Be
I Will Be est une chanson d'abord chantée par la chanteuse canadienne Avril Lavigne, composée par Lukasz Gottwald et Max Martin et enregistrée par Lavigne en 2007 et est également inclus dans son 3e album The Best Damn Thing. Puis la chanteuse britannique Leona Lewis la reprise pour son album Spirit.

## Structure
Les paroles de la version de Leona Lewis sont légèrement modifiées. Lewis chante : « Sans vous, je ne peux pas respirer », alors que dans l'enregistrement original, Lavigne chante : « Sans vous, je ne peux pas dormir ».

## Clip vidéo
Le clip d'I Will Be a commencé à être tourné le 18 décembre 2008 à New York et a été dirigé par Melina Matsoukas, qui a également réalisé la version internationale de Bleeding Love.
Dans la vidéo, il est présumé que Leona et le personnage Chace Crawford ont volé une grande quantité d'argent, et sont poursuivis par les autorités. Elle dit à Crawford qu'elle ne peut pas rester avec lui, mais un jour elle se retrouve de nouveau avec celui-ci. Après ça, elle se fait arrêter par la police et se sacrifie pour que Crawford puisse s'échapper. Elle est arrêtée par un agent de police de New York, joué par Cedric Darius.

## Promotion
Lewis avait précédemment interprété les chansons Bleeding Love, Forgive Me et Better In Time pendant l'été 2008. Dans le cadre de la simple campagne de promotion, Leona a interprété la chanson I Will Be dans l'émission de David Letterman le 19 décembre 2008.

## Crédits
- Producteur : Lukasz Gottwald.
- Coproducteurs - Steven Wolf, Matt Beckley, et Smit
- Chant - Leona Lewis
- Piano - Martin Max
- Guitare électrique, guitare acoustique - Dr. Luke
- Basse - Jack Daley
- Batterie, percussions - Steven Wolf
- Chef d'orchestre - Perdavis Leon
- Ingénieurs du son : Doug McKean, Rob Smith, Seth Waldmann, Gretlin Keith, Josh Wilbur, Syrowski Tom, Gottwald Tatiana, Chris Soper, la Hollande Sam, Chris Holmes, Kapoor Rouble, Seidman Wesley, Hansson Janne, Emily Wright, Dextegen Marcus, Sam Croix.
- DJ : Aniela Gottwald, John Adams, James Ingram, Lord-Alge Chris, Keith Armstrong, Nik Karpen.

## Classements
| Classements (2009) (Version de Leona Lewis) | Numéro Position |
| ------------------------------------------- | --------------- |
| Canadian Hot 100                            | 83              |
| U.S. Billboard Hot 100                      | 66              |
| U.S. Billboard Pop 100                      | 24              |
| U.S. Billboard Hot Adult Top 40 Tracks      | 21              |